# مطار سافوسافو
مطار سافوسافو (بالانجليزية : Savusavu Airport ) (إياتا: SVU، إيكاو: NFNS) هو مطار يقع بالقرب من سافوسافو، وهي مدينة في مقاطعة كاكودروف في جزيرة فانوا ليفو في فيجي. يُشغيل المطار شركة مطارات فيجي المحدودة.

## شركات الطيران والوجهات
| شركـات طيـران | الوجهات     |
| ------------- | ----------- |
| فيجي لينك     | نادي ، سوفا |
| طيران الشمال  | نادي ، سوفا |

## روابط خارجية
- سافوسافو والمطار
- 4 ديسمبر 2007 - مجلس الوزراء يوافق على تطوير مطار سافوسافو
- تاريخ الحوادث لـ (SVU / NFNS) على شبكة سلامة الطيران.